# 洛伯夫灣

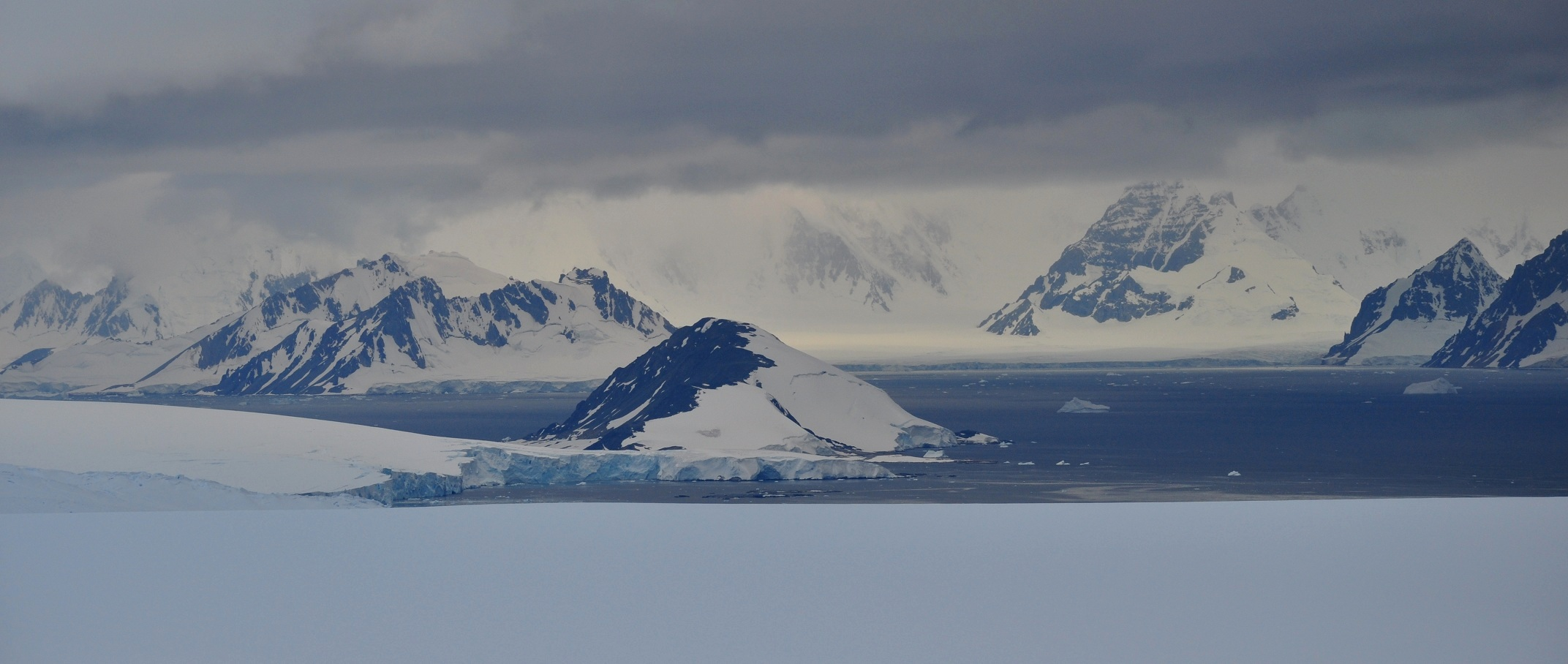

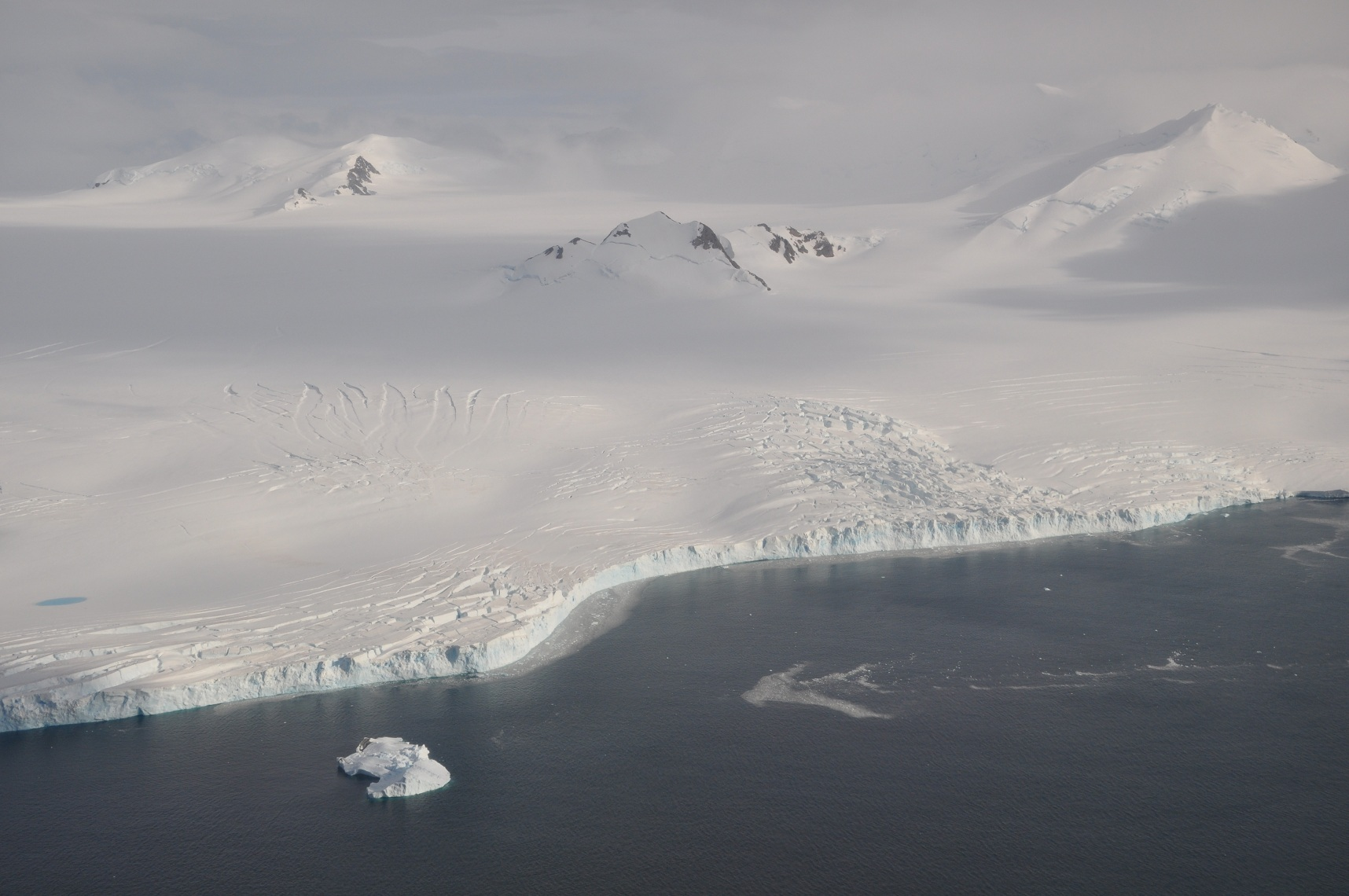

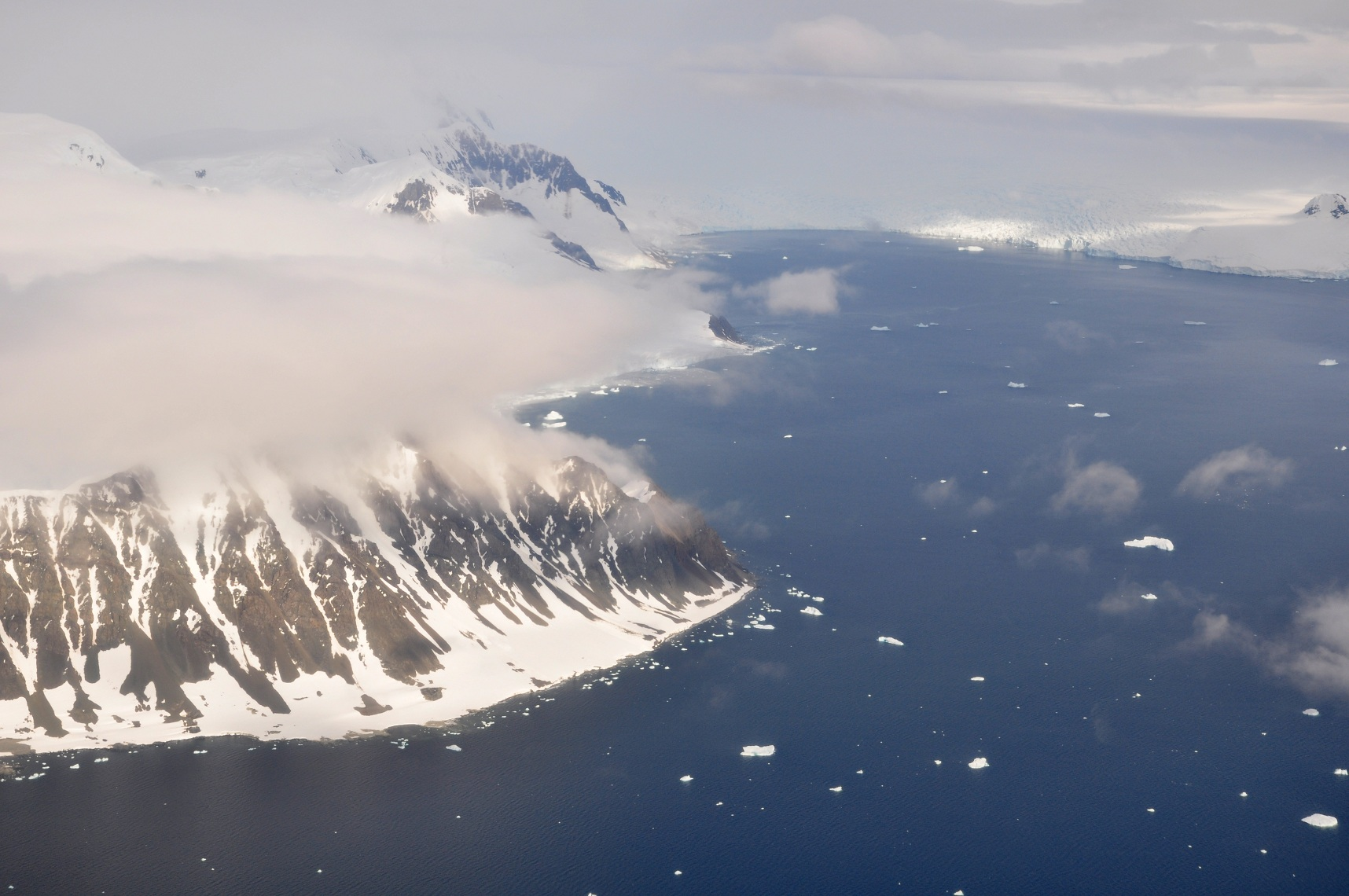

洛伯夫灣是南極洲的海灣，位於葛拉漢地，處於阿德萊德島中東部和阿羅史密斯半島南部，長40公里、寬16公里，該海灣連接哈努斯灣和瑪格麗特灣。
67°20′S 67°50′W / 67.333°S 67.833°W